# الشب (إب)

تعديل مصدري - تعديل

الشب محلة تابعة لقرية الشجاف، التابعة لعزلة ثواب اعلى بمديرية إب إحدى مديريات محافظة إب في الجمهورية اليمنية.، بلغ تعداد سكانها 72 حسب تعداد اليمن لعام 2004.